# Karate Kid (pel·lícula de 2010)
|  | Per a altres significats, vegeu «Karate Kid». |

Karate Kid (títol original en anglès, The Karate Kid) és una pel·lícula d'arts marcials del 2010 dirigida per Harald Zwart i protagonitzada per Jackie Chan i Jaden Smith. Es tracta del remake de la pel·lícula homònima de 1984 però, a diferència de l'original, l'art marcial practicada no és el karate sinó el kung fu, i no està ambientada als Estats Units sinó a la Xina, concretament a Pequín. La pel·lícula es va doblar al català.

## Argument
Als 12 anys, Dre Parker (Jaden Smith) és un noi popular de Detroit fins que ell i la seva mare vídua (Taraji P. Henson) es traslladen per raons de treball. A la seva nova casa de Pequín, Dre s'enamora d'una jove estudiant de l'escola, Mèi Iīng (Xinès: 美莹) (Wenwen Han). Els nens tenen dificultats per bastir una amistat entre ells a causa de les seves diferències culturals. Per empitjorar les coses, aquesta atracció el converteix en l'enemic del problemàtic Cheng (Xinès: 陆伟程 Dl. Weicheng Zhenwei Wang) un abusa-nens de l'escola que és un expert en arts marcials i que intentarà fer-li a Dre la vida més complicada en la seva nova llar.
Amb els nens problemàtics constantment assetjant-ho i sense ningú més a qui recórrer, les perspectives per a la nova vida de Dre semblen ser molt dolentes, fins que coneix al silenciós i tosc senyor Han (Jackie Chan), conserge del seu veïnatge i un peculiar lluitador de Kung-fu. A través de mètodes poc convencionals, el Sr. Han li ensenya a Dre tècniques que l'ajudaran a defensar-se i preparar-se per al torneig de Kung-Fu.

## Repartiment
- Jaden Smith: Dre Parker (德瑞∙帕克 Déruì Pàkè)
- Jackie Chan: Sr. Han (S: 韩先生, T: 韓先生, P: Hán-xiānsheng)
- Taraji P. Henson: Sherry Parker (雪莉∙帕克 Xuělì Pàkè)
- Zhenwei Wang: Cheng Dl. (陆伟程 Lù Wěichéng)[6]
- Rongguang Yu: Mestre Li (李师傅 Lǐ-shīfu)
- Wenwen Han: Meiying (美莹 Měiyíng)
- Harry Van Gorkum: Instructor de música
- Zhensu Wu: Pare de Meiying
- Zhiheng Wang: Mare de Meiying
- Luke Carberry: Harry
- Shijia Lü: Liang (梁子浩 Liáng Zǐhào)

## Diferències entre la pel·lícula de 1984 i la de 2010
- Mentre que en la pel·lícula de 1984 l'acció tenia lloc als Estats Units, en la de 2010 té lloc a la Xina.
- El senyor Miyagi és japonès, mentre que el senyor Han és xinès.
- Daniel Larusso és ítaloamericà, mentre que Dre Parker és afroamericà.
- La mort de l'esposa i fill del senyor Miyagi (en la pel·lícula de 1984) té lloc en el part durant la Segona Guerra Mundial, en canvi, en la pel·lícula de 2010, l'esposa i fill del senyor Han moren en un accident de trànsit durant una discussió.
- Malgrat el títol, que parla de karate, la pel·lícula té una trama o un guió basat en el kung fu. Mai s'esmenta que l'art marcial usat sigui karate. El karate és del Japó; el kung fu té un origen més relacionat amb la Xina i Taiwan. Aquesta confusió tal vegada va ser un truc publicitari.

## Crítica
- "El resultat és respectuós amb l'original, però el seu veritable toc de distinció està en el recital dramàtic de Jackie Chan."[7]

- "L'original va ser una de les millors pel·lícules del seu any. A la nova versió li manca de la perfecta frescor d'aquella; no hi ha gaires sorpreses (...) Però és una pel·lícula encantadora i ben realitzada que se sosté per si mateixa (...) Puntuació: ★★★½ (sobre 4)"[8]